# Siegesstele des Asarhaddon

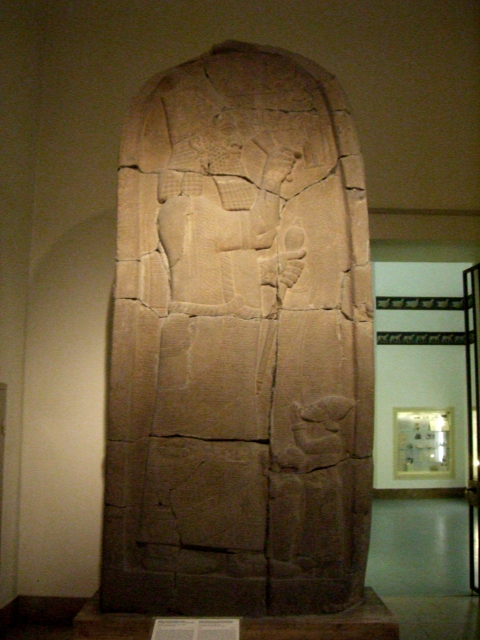
Die Siegesstele im VAM Berlin

Die Siegesstele des Asarhaddon, auch Zincirli-Stele, ist eine um 669 v. Chr. entstandene, 3,18 m hohe neuassyrische Basaltstele aus Samʼal (Türkei). Die heute im Vorderasiatischen Museum in Berlin aufgestellte Stele stand als Siegesdenkmal ursprünglich nahe der syrisch-türkischen Grenze. Sie verherrlicht den Sieg Aššur-aḫḫe-iddinas über den ägyptischen Pharao Taharqa und den Stadtfürsten von Sidon, Abdi-Milkutti im Jahr 670 v. Chr.
Die beiden unterlegenen Herrscher sind als kniende Gefangene dargestellt. Ihnen wurde ein Ring durch den Kiefer getrieben, an welchem eine Leine befestigt ist, die Aššur-aḫḫe-iddina in der Hand hält. Dass es sich dabei um eine symbolische Darstellung handelt liegt nahe, da bekannt ist, dass Taharqa sich erfolgreich einer Gefangennahme entzog.
In der Nähe des Kopfes des assyrischen Königs befinden sich Göttersymbole und Kultbilder. Die Schmalseiten der Stele zeigen die Söhne und Nachfolger Aššur-aḫḫe-iddinas, Aššur-bani-apli in assyrischer und Šamaš-šuma-ukin in babylonischer Herrschertracht.